# Українці в Бразилії

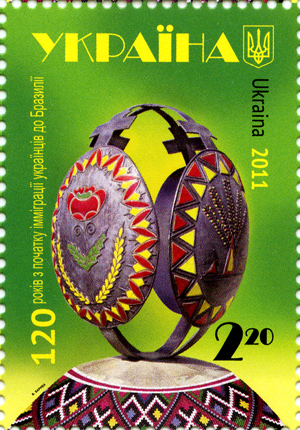
Марка Укрпошти «120 років з початку імміграції українців до Бразилії» (2011)

Українці в Бразилії (порт. Ucraniano-brasileiro) — національна меншина в Бразилії. В основному складається з громадян Бразилії українського походження четвертого і п'ятого поколінь, які підтримують традиції української культури.
У 1994 році в Бразилії проживало 400 тисяч осіб українського походження, 80 % (або приблизно 350 тисяч) з яких проживали в компактному регіоні площею приблизно 5 тисяч квадратних кілометрів (територія трохи менша за Тринідад і Тобаго), в горбистій південно-центральній частині штату Парана на півдні Бразилії. Вони називають цей регіон «бразильською Україною». Менша кількість українців оселилася в Сан-Паулу, Санта-Катаріні, Ріу-Гранді-ду-Сул, Пернамбуку та Параїбі.
Міста з найбільшою кількістю українців — Прудентополіс (близько 38 тисяч українців, або 75 % населення міста), Куритиба (33 тисяч українців) та Уніан-да-Віторія (близько 26,4 тисяч українців, або 50 % населення міста). У 2021 році чисельність населення з українським корінням у Бразилії оцінюється в 600 тисяч осіб. Бразильські українці також оселилися в сусідніх регіонах Аргентини та Парагваю, зокрема в аргентинській провінції Місьйонес та парагвайському департаменті Ітапуа — значна доля населення обидвох регіонів на той час уже мала українське чи польське коріння. У Північній Америці також існує значна громада бразильців українського та польського походження, що зосереджена в Торонто та Монреалі. Близько 5% канадійців українського та польського походження родом з Латинської Америки.
Бразилія має третю за чисельністю українську громаду в Америці та третє за чисельністю українське населення за межами колишнього Радянського Союзу; лише Канада та Сполучені Штати мають більшу чисельність українського населення. У порівнянні з українцями в Північній Америці, українська громада в Бразилії (як і в сусідній Аргентині), як правило, переважно складається з нащадків попередніх хвиль імміграції, є біднішою, здебільшого проживає в сільській місцевості, має меншу організаційну силу та більше орієнтована на Церкву як центр культурної ідентичности.
Сімдесят відсотків українців Бразилії живуть у сільськогосподарських громадах, відомих як «колонії», де вони вирощують пшеницю, жито, гречку, рис, чорні боби та єрва-мате — місцевий вид чаю. Ці колонії ізольовані від сучасних районів економіки Бразилії та неукраїнського населення і багато в чому нагадують галицькі (західноукраїнські) села XIX століття.

## Історія імміграції
В імміграції українців до Бразилії виділяють три хвилі.

### Перша хвиля (1872—1914)
Одними з перших українських іммігрантів вважається сім'я М. Морозевича, що виїхала з Золочівщини в 1872.
У 1876 році в штат Парана переселилася група з Буковини, а в 1881 році інша група українців заснувала в цьому ж штаті поселення поблизу міст Палмейрас і Понта-Гроса.
У 1886 році зареєстровані окремі випадки імміграції з Галичини в район міста Уніао-да-Віторія, біля якого були засновані поселення Інасіо і Томаз-Коїл .
Однак масове переселення українців починається з 1895 року. Після ліквідації рабства в Бразилії утворилася нестача робочої сили й уряд почав стимулювати мігрантів фінансово. Поселенцям оплачувався проїзд і виділялося від 25 до 50 гектарів землі з відстрочкою оплати на 10 років. Такі умови виглядали дуже привабливо для безземельних і малоземельних українців, і в 1895—1899 у Бразилію переселилося близько 15 000 осіб, в основному з Північно-Східної Галичини. Однак на практиці землі, що виділяються переселенцям, перебували в непрохідних джунглях, а якщо українці наймалися до плантаторів, то були змушені оплачувати їжу та одяг по настільки високими цінами, що потрапляли в умови економічної залежності, близької до рабства.
У 1897—1907 рр. значне число українців (близько 1 000 сімей) за власні кошти переселилися в район Прудентополіса, а також в південно-східних районах штату Парана і в північних районах штату Санта-Катарина, заснувавши поселення Антоніо-Олінто, Уніао-да-Віторія, Ірасема, Марешал-Маллет, Дорізона .
У 1908—1914 рр. близько 18 500 українців прибуло в рамках кампанії по залученню робочої сили до будівництва залізниць між штатами Сан-Паулу і Ріу-Гранді-ду-Сул. Вони заснували українські поселення в містах Гуарані, Кампінас, Іжуі, Жагуарі та Ерешімі.
Крім того, у 1892—1914 рр. в Бразилії прибуло близько 120 сімей з Наддніпрянщини, з яких 90 сімей оселилися в провінції Ріо-Гранде-до-Сул.
Голод, епідемії та вороже ставлення місцевих індіанців призвело в великої смертності серед мігрантів, частина їх повернулася в Галичину, однак, за даними перепису українських священників 1913—1914, на той момент в Бразилії проживало приблизно 45 000 осіб .

### Друга хвиля (1917—1939)
Якщо перша хвиля мігрантів складалася майже виключно з селян, то в другій хвилі був значний прошарок інтелігенції. У цей період з Галичини, Волині, Полісся, Буковини та Закарпаття прибуло близько 9 000 осіб.

### Третя хвиля (1947—1951)
Викликана переважно політичними мотивами та розпочалася наприкінці Другої світової війни. Основу мігрантів в ці роки склали колишні захоплені Німеччиною остарбайтери, звільнені з німецького полону бійці радянської армії, а також політичні біженці (люди з антирадянськими поглядами, колишні члени допоміжної поліції, дивізії «Галичина» і ін. Більшість з них селилися в штаті Парана, частина — в штаті Сан-Пауло, як в столиці штату, так і в місті Сан-Каєтану-ду-Сул. Всього в цей період іммігрувало 7 000 українців. Частина переселенців не змогла пристосуватися до умов життя в Бразилії та переселилася в США і Канаду, а частина осіла в Сан-Паулу, Порту-Алегрі, Каноасі (штат Ріу-Гранді-ду-Сул), а також в штатах Гояс, Мінас-Жерайс і Ріо-де-Жанейро.
У 1950-х імміграція українців практично зупинилася, а наступне встановлення політичної диктатури призвело до посилення рееміграції в США, Канаду та СРСР.
За оцінками дослідників, в 1972 в Бразилії проживало 153 000 етнічних українців, з яких 130 000 на штаті Парана, 14 000 — Сан-Пауло, 5 000 — Санта-Катаріна, 3 000 — Ріу-Гранді-ду-Сул і близько 1 000 — в інших штатах.

Штат Парана
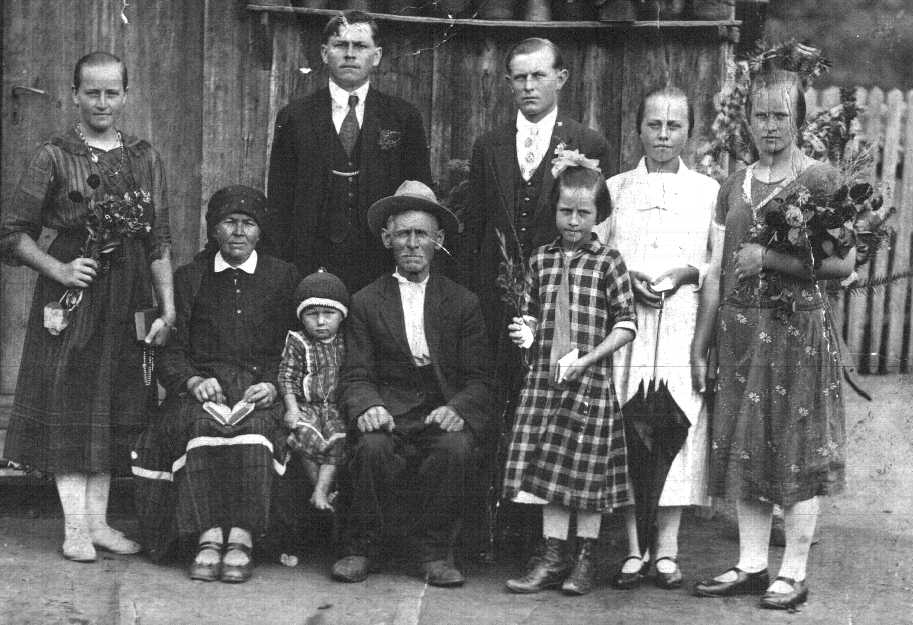
Українські іммігранти у Бразилії в кінці 19 століття
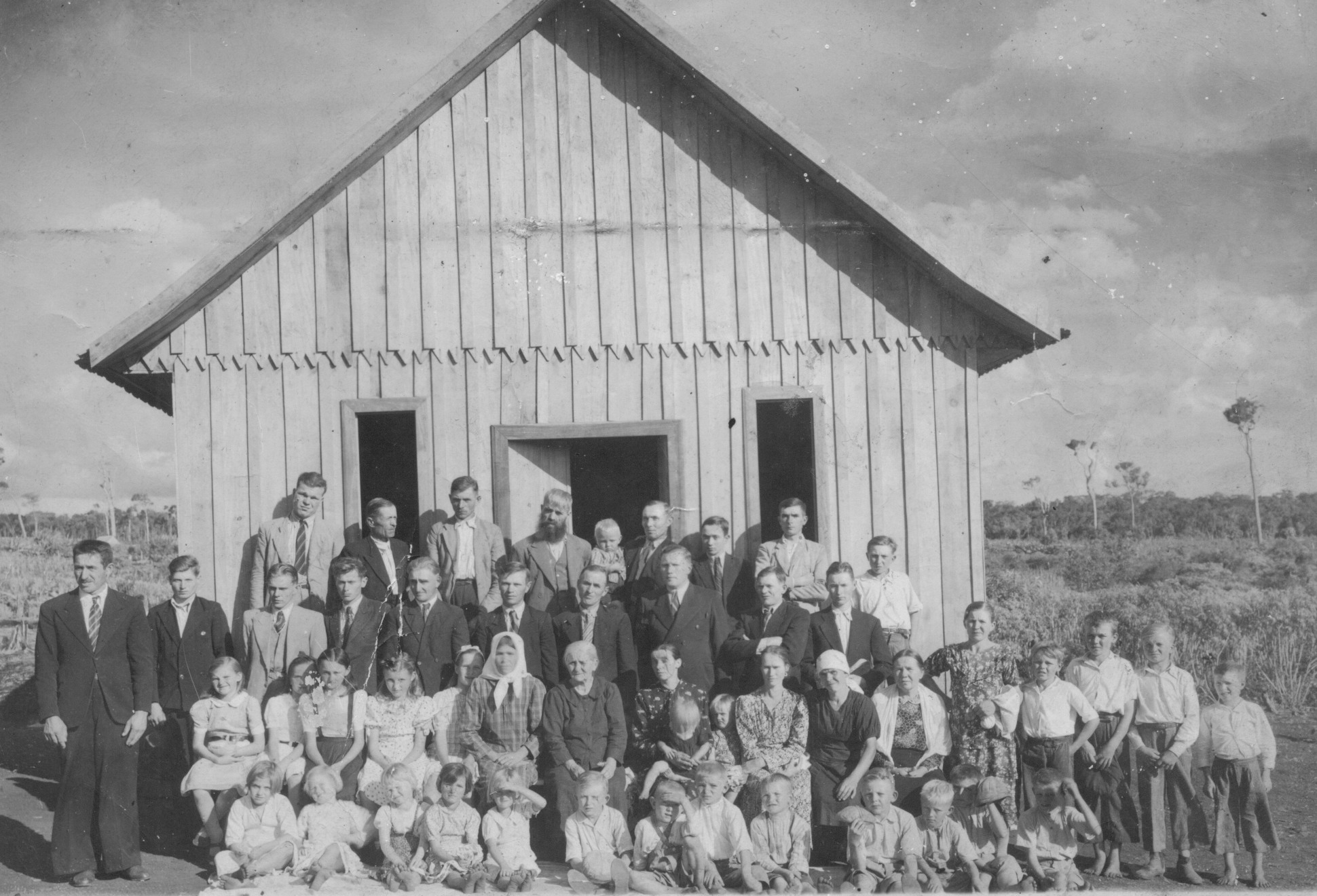
1940, українці в Арапонгас
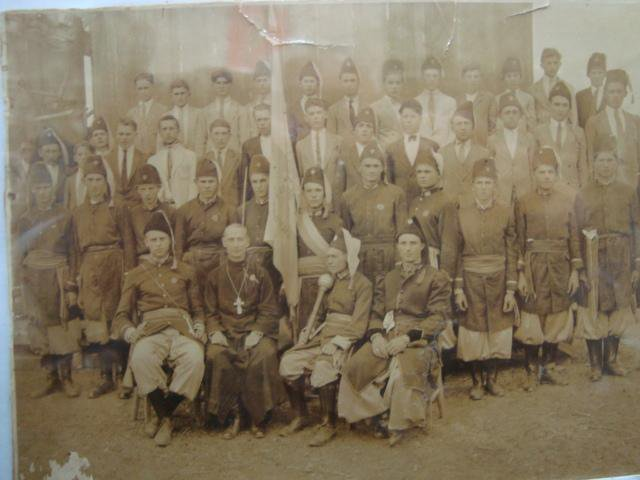
1940, українці в Прудентополілсі
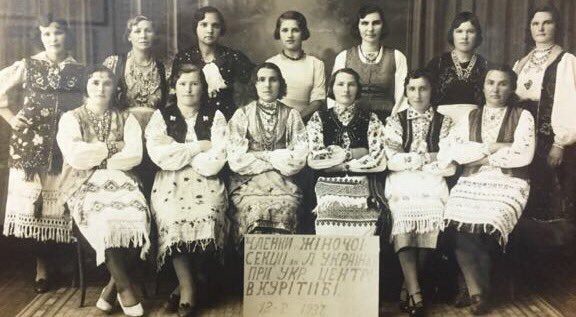
Українські жінки Куритиби, 1937

## Сучасний стан діаспори
Загальну чисельність українців в Бразилії зараз визначити складно у зв'язку з тим, що точних статистичних даних не існує .
Згідно з архівними даними парафій Української греко-католицької церкви, в 1996 року в штаті Парана проживало близько 320 000 українців-католиків, які складають 95 % української громади штату. До того ж дослідники вказують, що в цьому штаті проживає від 75 до 85 відсотків українців Бразилії.
У сучасній науковій літературі дають оцінні данні про кількість українців Бразилії: від 350 000 до 500 000. У заявах президента Бразилії та представників Українсько-Бразильської Центральної репрезентації також йдеться про 500 000 українців Бразилії.
Вважається, що близько 80 % українських іммігрантів традиційно живуть в сільській місцевості, решта зайняті у сфері промисловості, переважно меблевої та металообробної .
Близько 80 % українських переселенців живуть в штаті Парана: тільки в столиці Парани, місті Куритиба, проживає близько 60 000 українців. У місті діє Церква Святого Йосафата УГКЦ, що була побудована 1928 року.
З 1991 р. українська мова як іноземна викладається в декількох державних школах м. Прудентополіс та в навчальних закладах у місцях компактного проживання українців.
У м. Куритиба є площа України з пам’ятником Тарасу Шевченку та Український меморіал, які вважаються історико-культурною спадщиною муніципалітету. Пам’ятники Тарасу Шевченку є також в містах Прудентополіс та Порто-Алегре.
26 жовтня 1995 урочисто відкритий Меморіал української імміграції. Крім того, українські громади є в штаті Санта-Катарина, місті Сан-Паулу й його околицях.
Українці, що проживають в Бразилії, продовжують дотримуватися традиційної української культури та віросповідання. Розвитком української культури займаються численні громадські організації, об'єднані в Українсько-Бразильську Центральну репрезентацію (Українське Товариство Бразилії, Товариство прихильників Української Культури, Товариство «Соборність», Асоціація українсько-бразильської молоді та ін.). Настільки ж велику увагу питанням культури приділяє Українська греко-католицька та Православна церква України в Бразилії.
У Бразилії діють українські школи, фольклорні групи і творчі кооперативи.
Велика увага приділяється збереженню української мови: як іноземна вона викладається в початкових школах в місцях компактного проживання українців, в деяких державних середніх школах і в Лінгвістичному центрі університету Парана (Куритиба). Однак з лінгвістичної точки зору українці Бразилії належать або до україно-португальським білінгвам (меншість), або до носіїв португальської мови, що в кращому випадку володіють обмеженим запасом українських слів. Пов'язано це з тим, що діти емігрантів, навіть вивчивши основи мови предків, починають вчитися і працювати в суспільстві португаломовних жителів Бразилії.
З 2010 року в Бразилії заснований Національний день української громади, який відзначається 24 серпня.

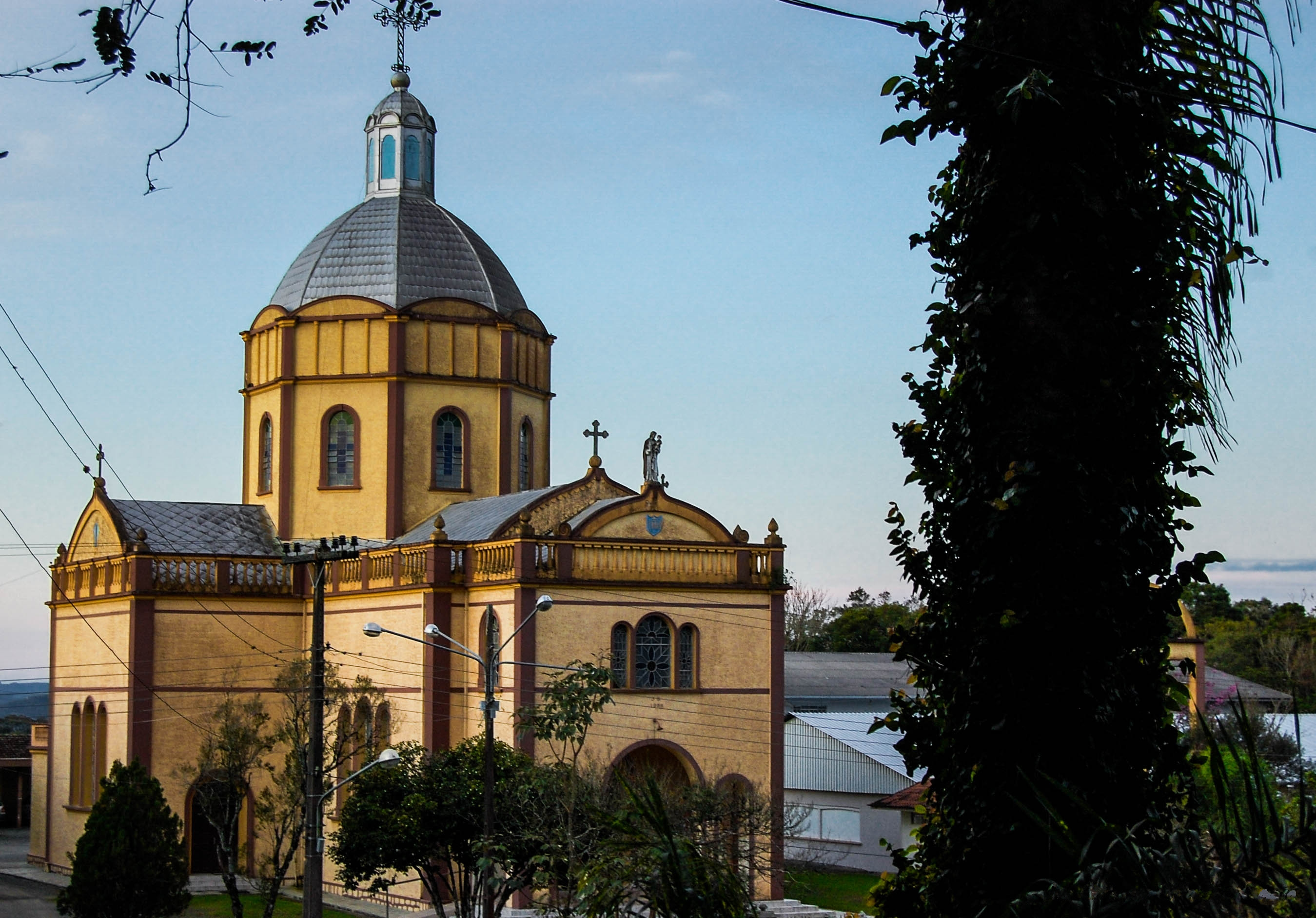
Українська греко-католицька церква в Ітайополісі
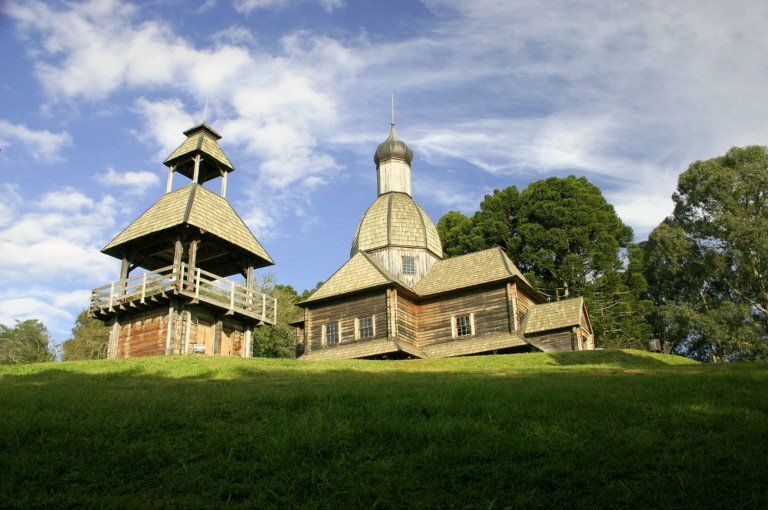
Українська церква в парку Тінгуї, Куритиба, Парана
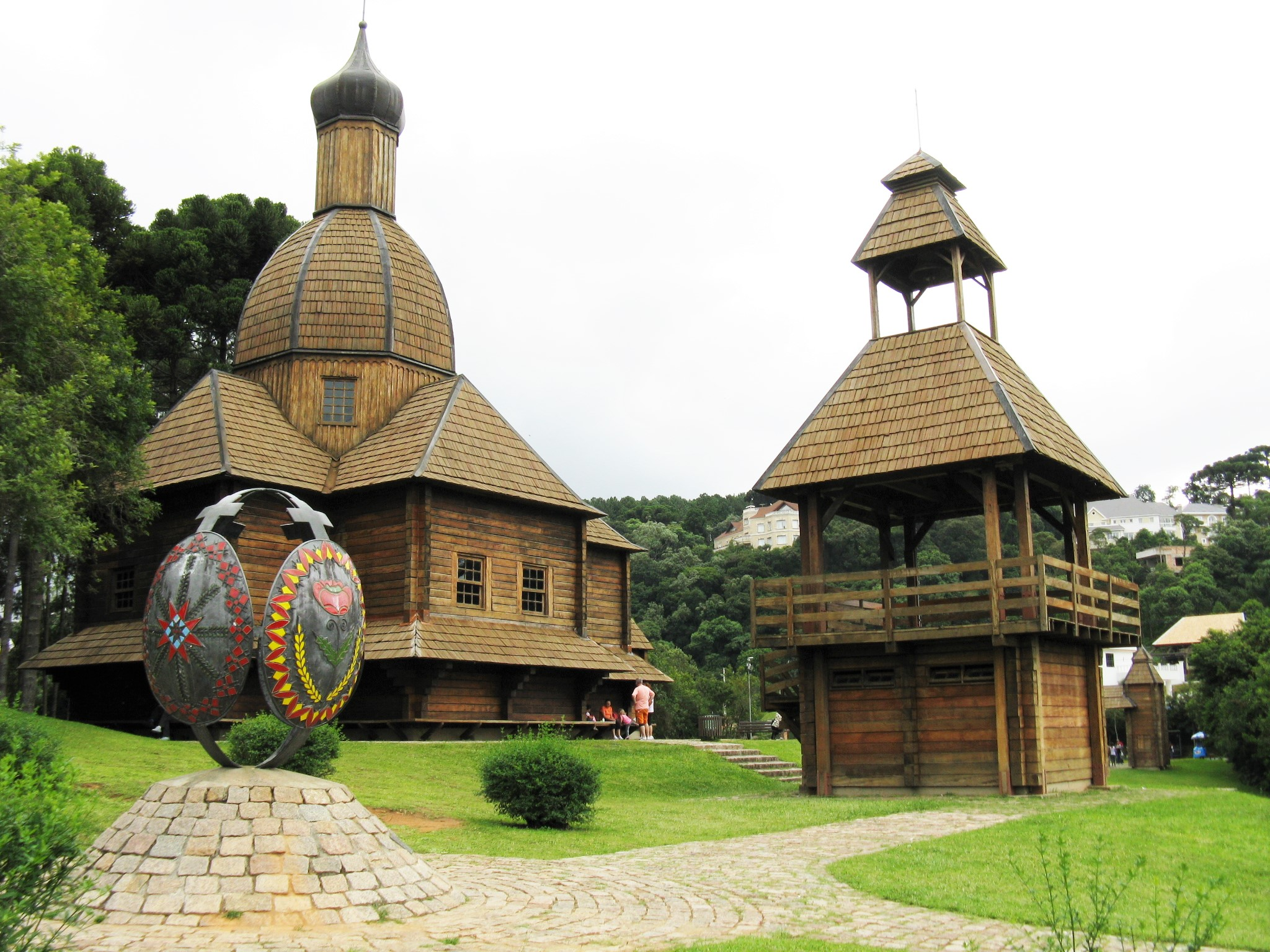
Українська церква в парку Тінгуї, Куритиба, Парана
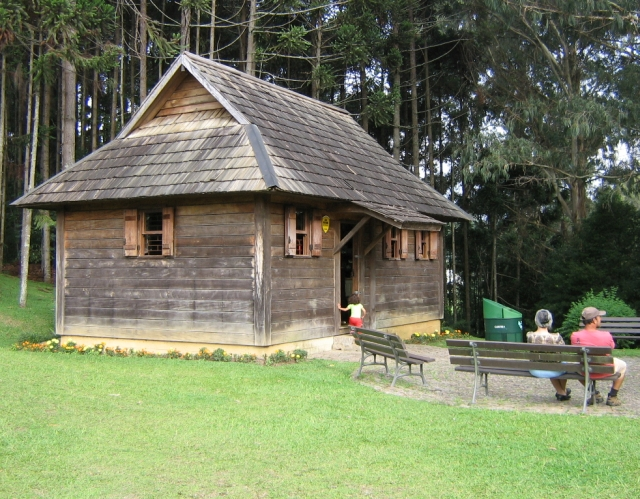
Українська хата в Куритибі
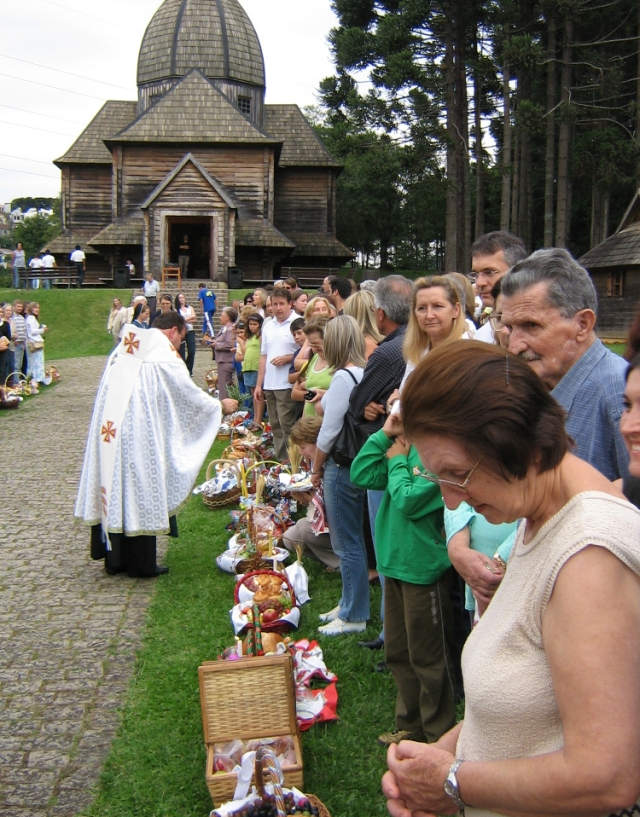
Український Великдень в штаті Парана
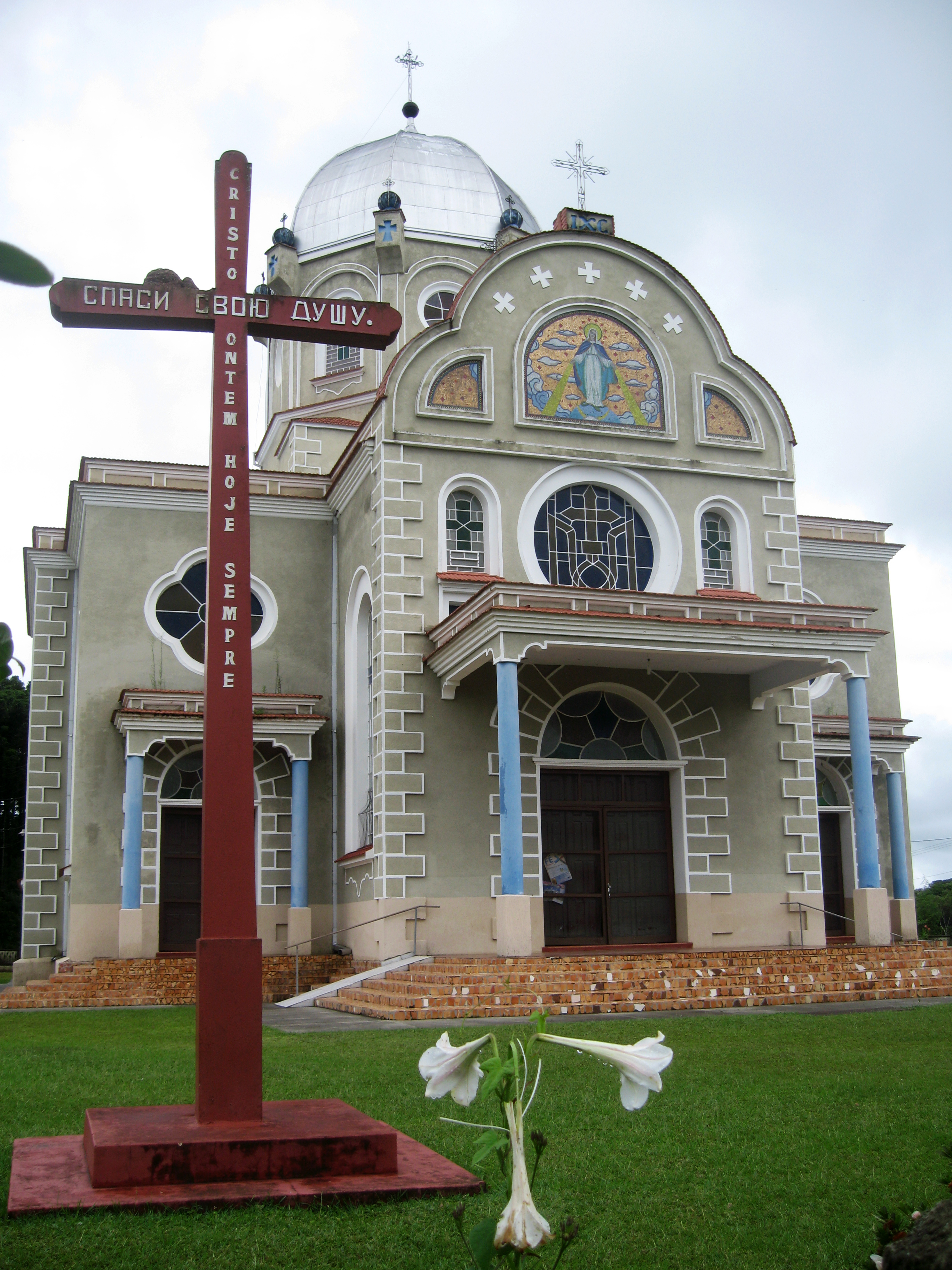
Греко-католицька церква в Прудентополісі
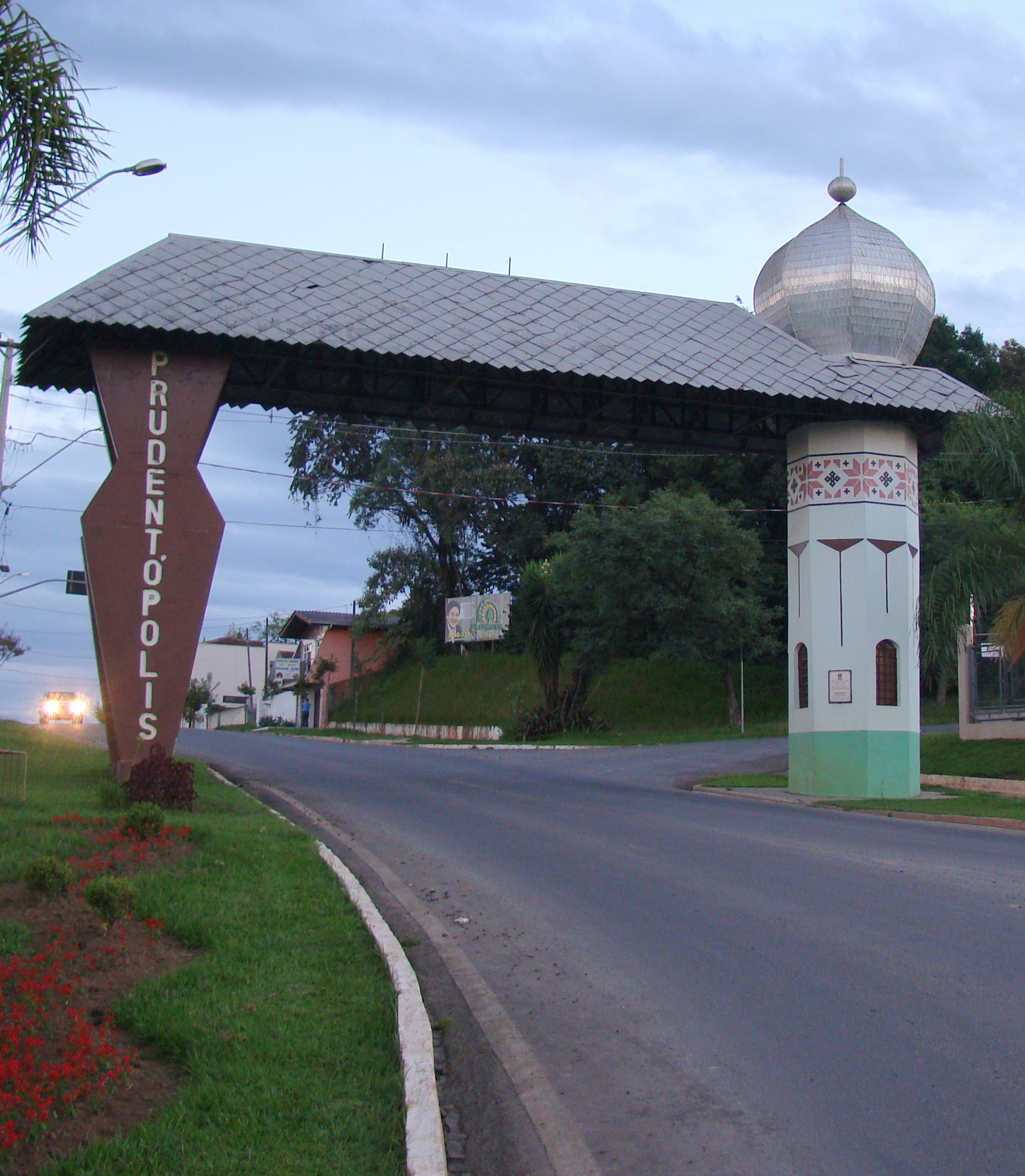
Український портик в Прудентополісі

## Відомі бразильці українського походження
- Іван Боднарук — український педагог, письменник, есеїст, журналіст, громадський діяч.[17]
- архієпископ і митрополит Володимир (Ковбич)
- єпископ Мирон (Мазур)
- отець Микола Лиско
- отець Доротей Шимчій
- Гуто Пашко — бразильський кінорежисер українського походження
- Марія Берушко — шкільна вчителька, котра врятувала своїх учнів під час пожежі у бразильській школі. Вона може стати першою православною святою в Латинській Америці.[18]
- Гектор Бабенко — бразильсько-аргентинський кінорежисер, сценарист, продюсер й актор українського походження.[19]
- Oxana Narozniak — sculptor (born in Germany of Ukrainian descent, living in Curitiba)[20]
- Віра Вовк — українська та бразильська письменниця, літературознавиця, прозаїк, драматург, перекладачка та науковець[21]
- Рафаел Собіс — бразильський футболіст українського походження, нападник
- Дмитро Зайців — український ентомолог, дослідник жуків-вусачів. Описав десятки нових таксонів цієї групи.
- Роберту Мінчук — бразильський композитор і диригент українського походження.
- Eliana Michaelichen Bezerra (Russian-Ukrainian descent on maternal side) Popular television hostess.[22]
- Клариса Ліспектор (1920—1977) — бразильська письменниця українсько-єврейського походження.
- Leôncio Basbaum
- Serys Slhessarenko
- Eliana
- José Mindlin
- Denise Stoklos (Деніз Стоклос, нар. 14 липня 1950)— одна з найвідоміших мімів світу, бразильська акторка, режисерка, письменниця.

Клариса Ліспектор
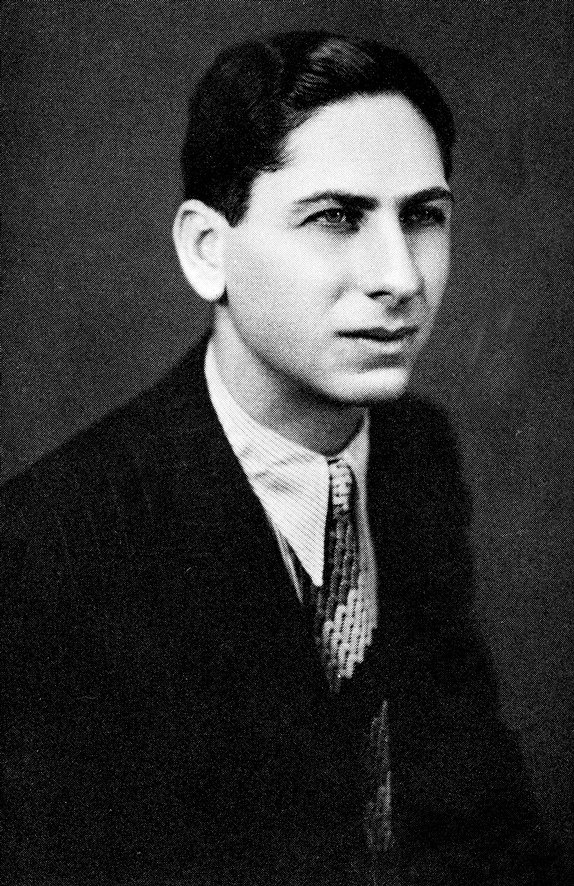
Leôncio Basbaum
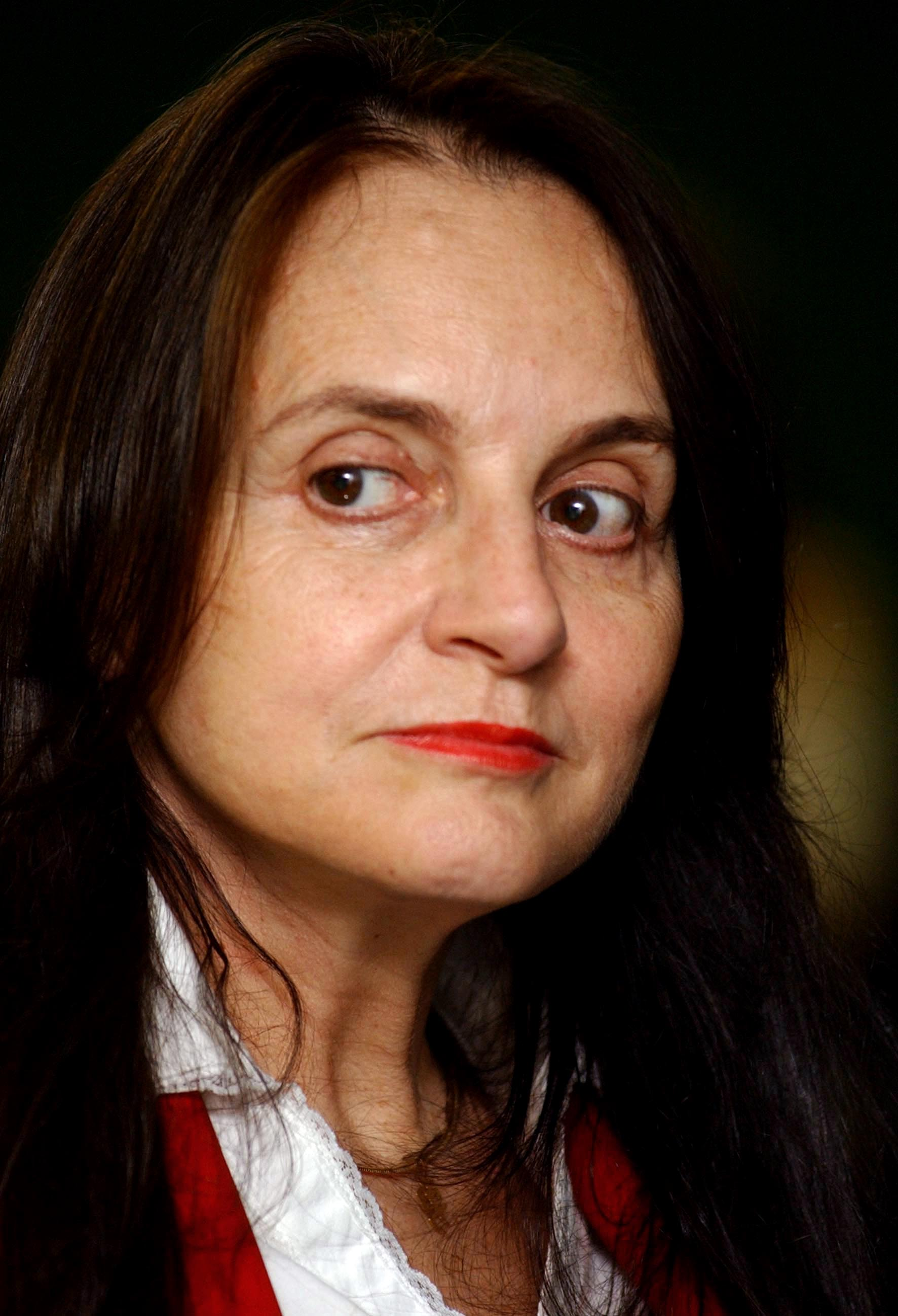
Serys Slhessarenko
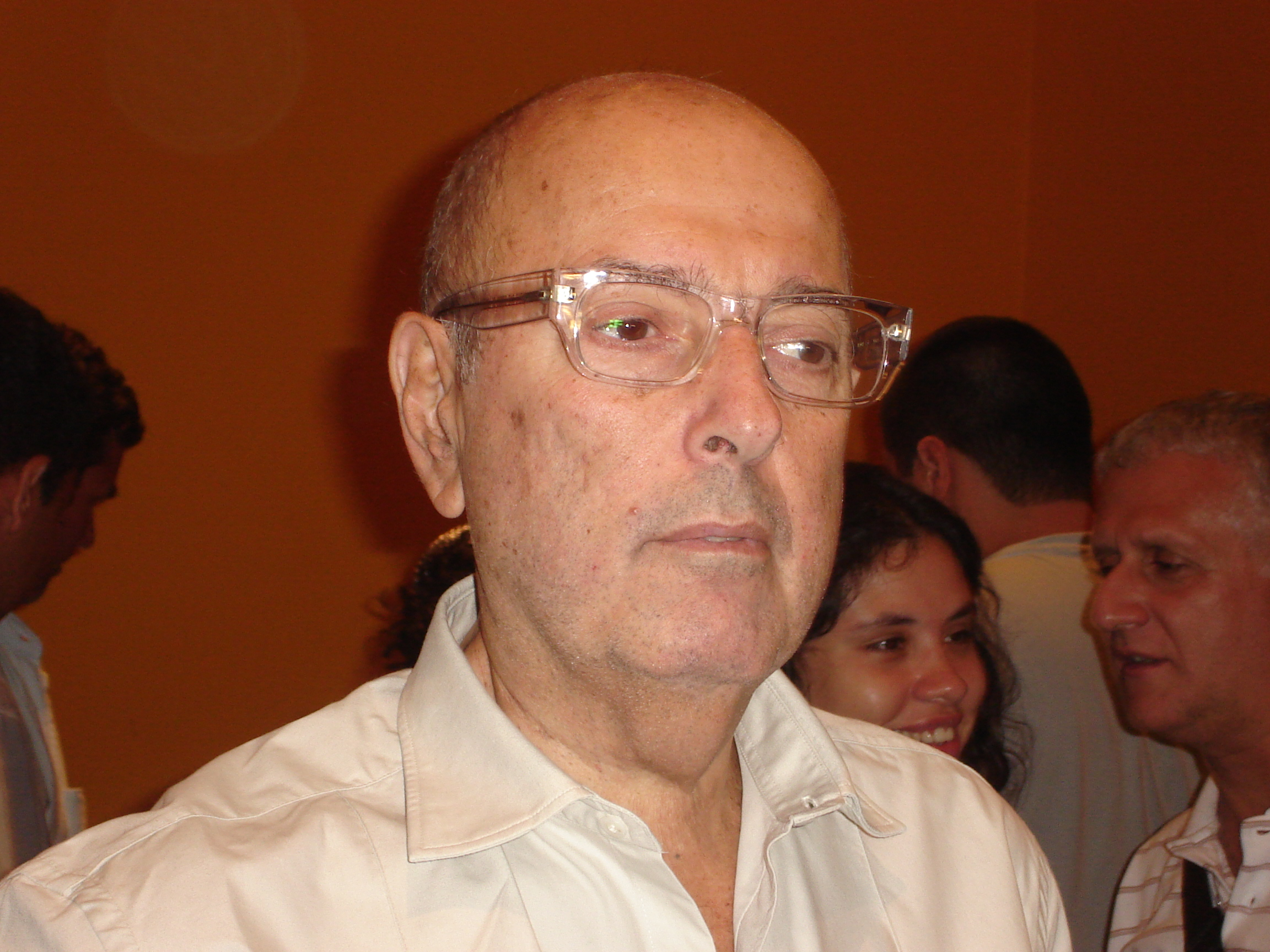
Гектор Бабенко
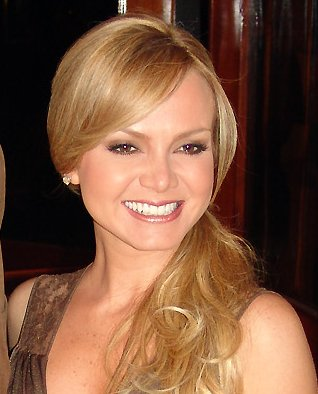
Eliana
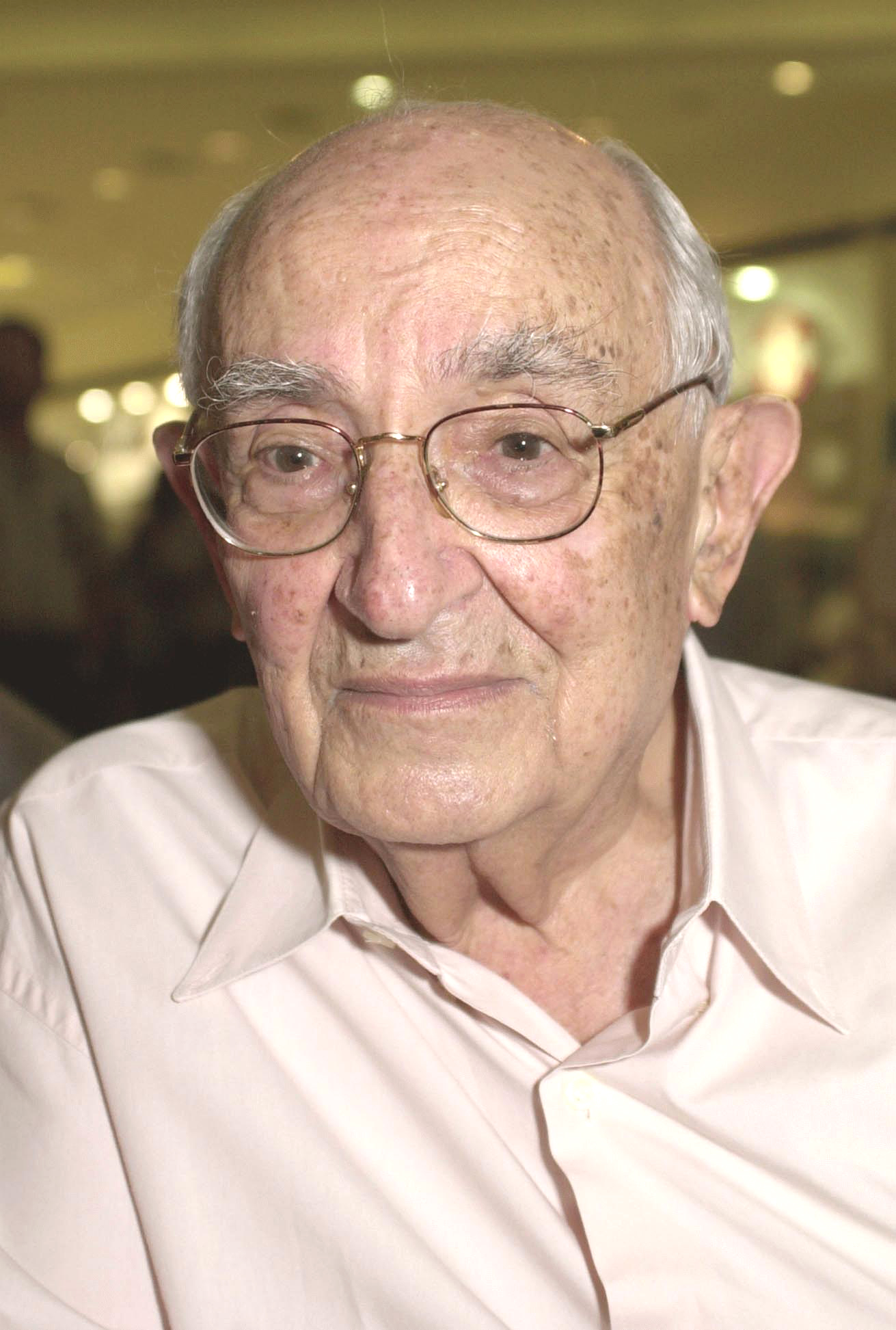
José Mindlin

## В культурі
- «Desalma» — бразильський містичний міні-серіал, події якого відбувається в містечку, заснованому українськими іммігрантами.

## Інтернет-джерела
- Українсько-бразилійська центральна репрезентація
- Українська Всесвітня Координаційна Рада
- Українці з країни Піку Да Бандейра — Прапорової гори у Бразилії
- Вітторіо Сиротюк: Завдяки українцям на місці джунглів тепер росте хліб // Україна молода, 23.07.2010
- Memorial to Ukrainians in Curitiba
- Website for Prudentopolis, Center of Brazil's Ukrainian community
- Os Stoklos — uma família em performance
- Richa destaca contribuição ucraniana no crescimento econômico do Paraná